# St. Ulrich (Büchel in Thüringen)

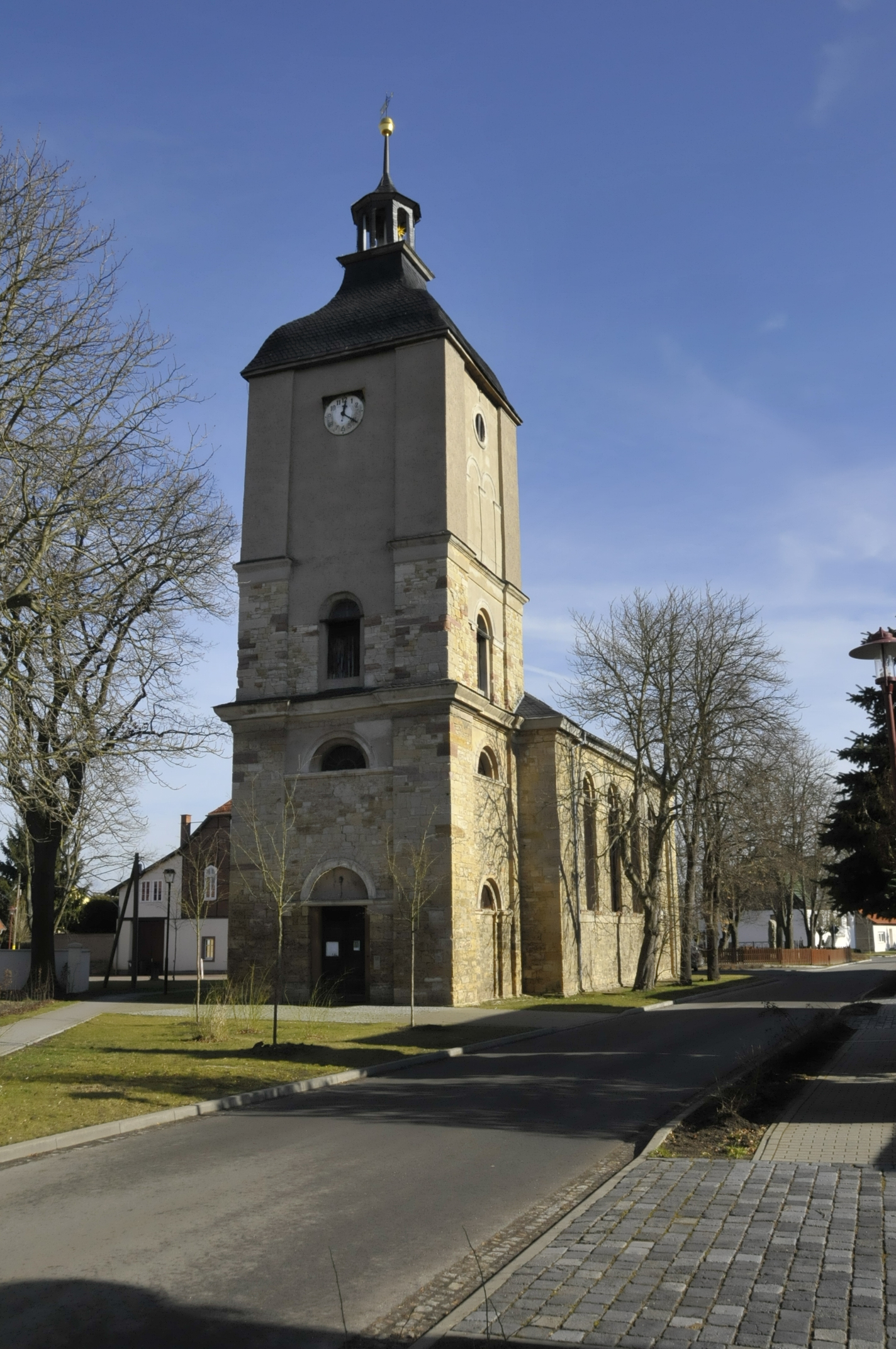
Die Kirche von Südwest, Haupteingang im Turm

Die Kirche St. Ulrich ist die evangelische Dorfkirche des thüringischen Ortes Büchel im Landkreis Sömmerda und gehört zum Pfarrbereich Weißensee im Kirchenkreis Eisleben-Sömmerda. Die gleichnamige Vorgängerkirche stand jenseits der Lossa auf dem Friedhof und war 1833 während eines nächtlichen Gewitters bis auf die Grundmauern niedergebrannt. Die neue Kirche zählt mit ihrem geschlossenen Ensemble im Stil des Klassizismus zu den besonderen Kirchbauten in Thüringen.

## Lage
Die Kirche befindet sich in der Mitte des Dorfes an der Nordseite der von West nach Ost führenden Dorfstraße. Der für das Ortsbild prägende Turm steht im Westen des Kirchenschiffes. Die Spitze der Wetterfahne auf einer Turm-Laterne erhebt sich 36 m über dem Erdboden.

## Geschichte
Die Kirche wurde in den Jahren 1834 bis 1837 vom Roßlebener Bauinspektor Schierlitz entworfen, gezeichnet und unter seiner Leitung über einer Pfahlgründung erbaut. Der im Ort vorhandene Dorfteich wurde zugefüllt und der Baugrund zusätzlich noch 3 Fuß über das Terrain gelegt. Dennoch war die Pfahlgründung offensichtlich nötig. Im März 1835 wurden die im Dezember 1834 begonnenen Arbeiten fortgeführt, so dass am 9. April im östlichen Giebel in der Ecke nach Süden der Grundstein in einer Zeremonie förmlich gelegt werden konnte. Die feierliche Einweihung fand am Reformationstag statt, dem 31. Oktober 1837. Die Kosten betrugen 8.764 Taler. Jenseits der nördlich der Ortslage vorbeifließenden Lossa, wo sich heute noch der Friedhof befindet, stand die alte Kirche, der die jährlichen Überschwemmungen der Unstrut (Rückstau) und der Lossa so stark zugesetzt hatten, dass sie immer schadhafter geworden war. Sie brannte in der Nacht vom 26. zum 27. Juni 1833 während eines Gewitters aus zweifelhaftem Grund ab. Im Oktober/November 1834 wurden die Ruinen der alten Kirche abgebrochen. Zum 100-jährigen Jubiläum erfolgten 1937 umfassende Renovierungsarbeiten, ab 1990 wurden das Kirchendach, die Innendecke und das Glockenwerk instand gesetzt.

## Architektur

### Turm
Der Turm hat einen quadratischen Grundriss. Das Mauerwerk besteht bis zum Glockengeschoss auch Bruchsteinen von der Schmücke. Darauf steht eine äußerlich verputzte Fachwerkkonstruktion, die, außer an der Westseite, aufgeputzte Blendarkaden trägt. Einen ländlichen Stil der Region zeigt die Schieferhaube. Obenauf steht eine Wetterfahne, deren vergoldeter Turmknopf 1995 erneuert wurde. Die heute noch vorhandene Bronzeglocke wurde 1849 von den Gebrüdern Ulrich in Laucha gegossen.
Die alte Turmuhr der Firma Weule aus Bockenem im Harz wurde 2004 durch eine moderne Funkhauptuhr ersetzt.

### Kirchenschiff
Am dem Turm entgegengesetzten Ende ist die dem Dorfplatz zugewandte Schmalseite der Kirche mit einem Portalrisaliten geschmückt, obwohl der Haupteingang für die Gläubigen im Turm liegt.
Wie der Turm hat das Kirchenschiff ein Bruchsteinmauerwerk mit Kalkmörtel. Als Dacheindeckung wurde blauer Tonschiefer statt Ziegeln verwendet, der eine längere Haltbarkeit und ein besseres Aussehen garantieren sollte.
Der Kirchenraum wird durch acht große Rundbogenfenster erhellt. Er ist eine hohe Emporenhalle. Die zweigeschossige, mit weißer Leimfarbe angestrichene Empore schließt westlich das monumentale Orgelprospekt ein. Die Säulen der Schiffseinteilung haben unter den Emporen schlichte Kapitelle, an der Decke etwas aufwändigere. Die stuckgefassten Unterzüge enden im Osten mit der Empore, so wird der ungegliederte Chorbereich dezent von dreischiffigen Langhaus unterschieden.
Eine sparsame Farbgebung verleiht der Kirche eine helle, freundliche Atmosphäre. Es ist geplant, mit den beantragten Fördermitteln drei Fenster des Kirchenschiffes bis zum großen Ortsjubiläum im Jahre 2015 instand zu setzen.

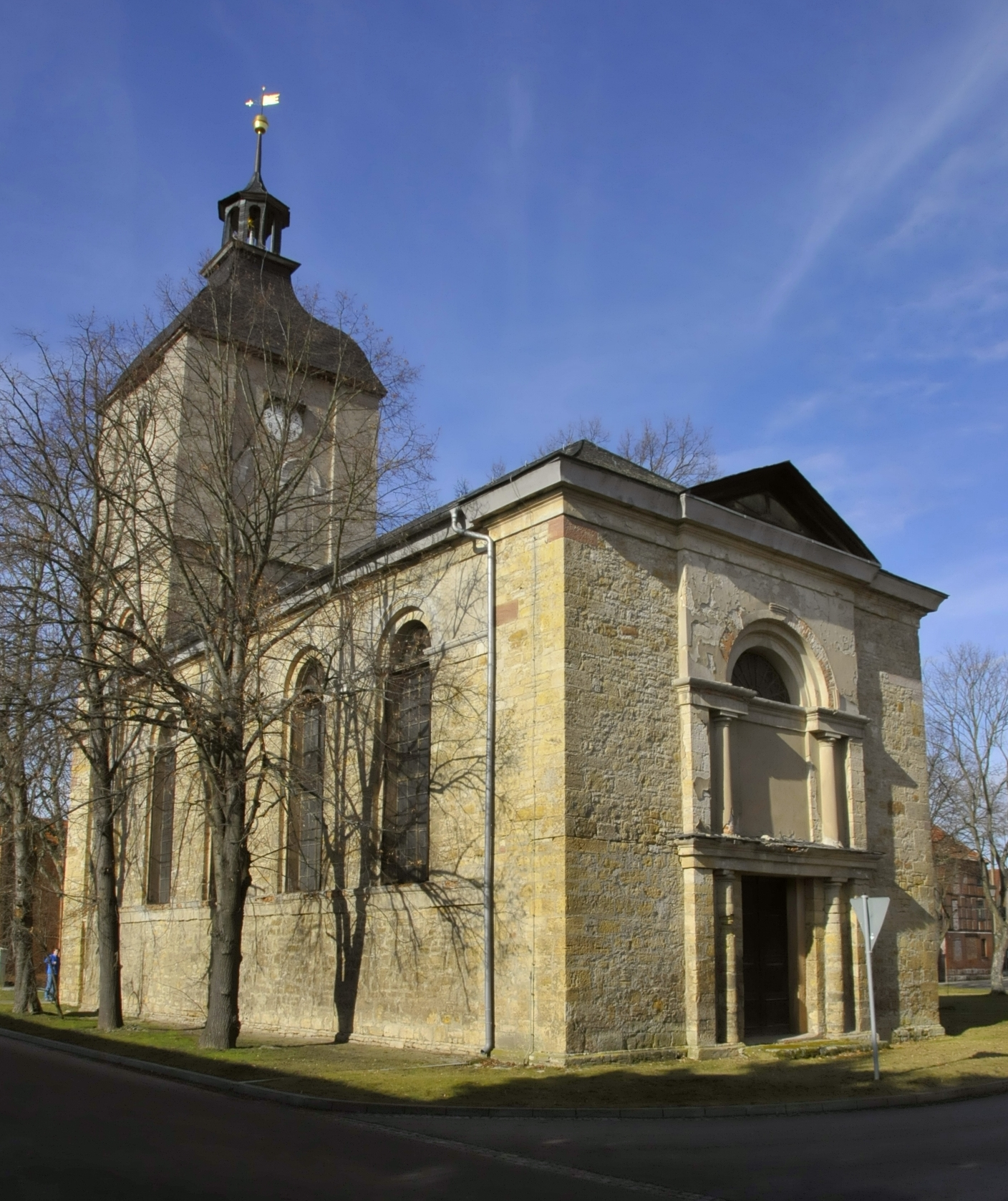
Südostansicht mit Risalit
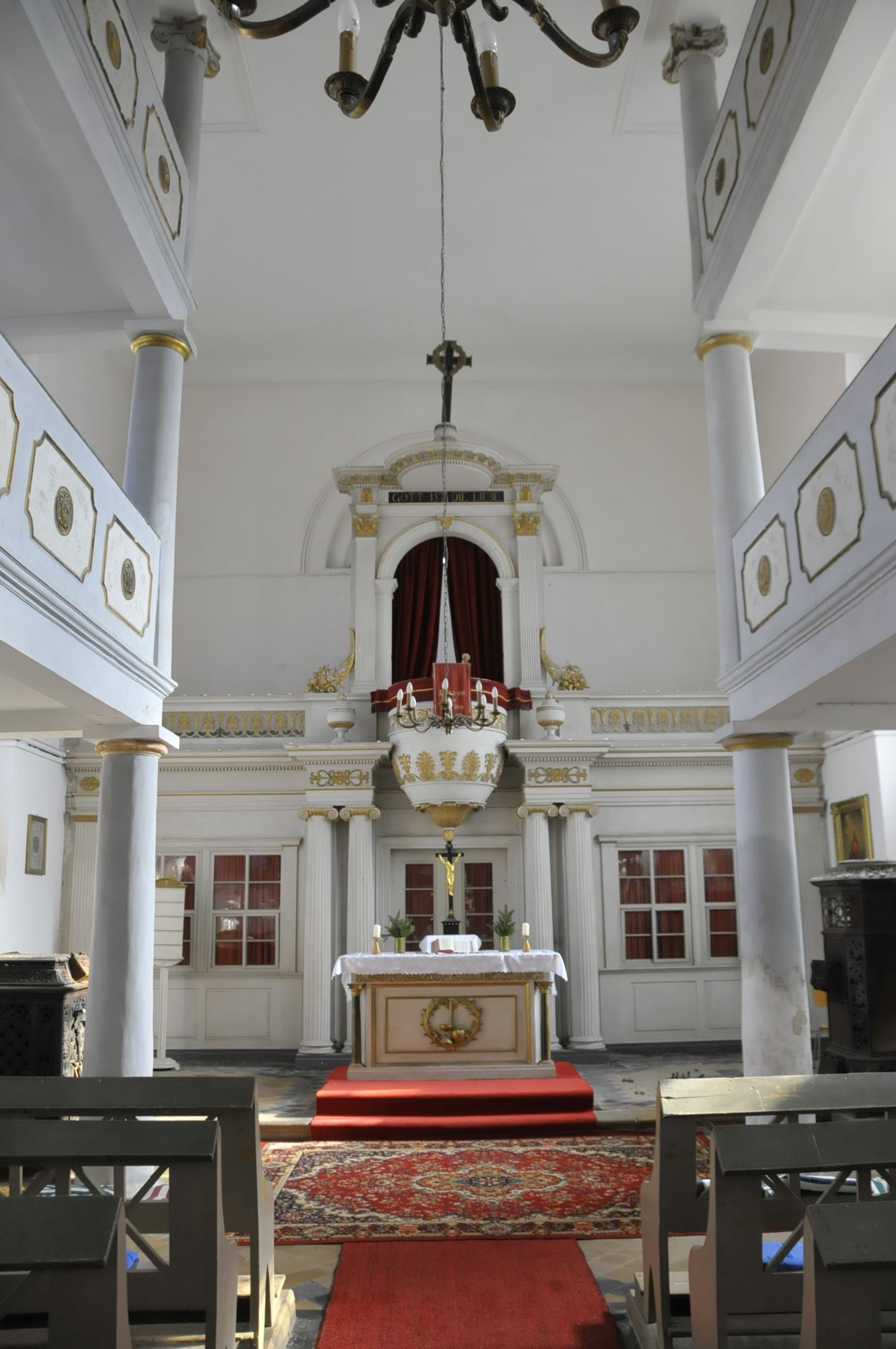
Chorbereich mit Kanzelaltar, östliche Enden der Seitenschiffe
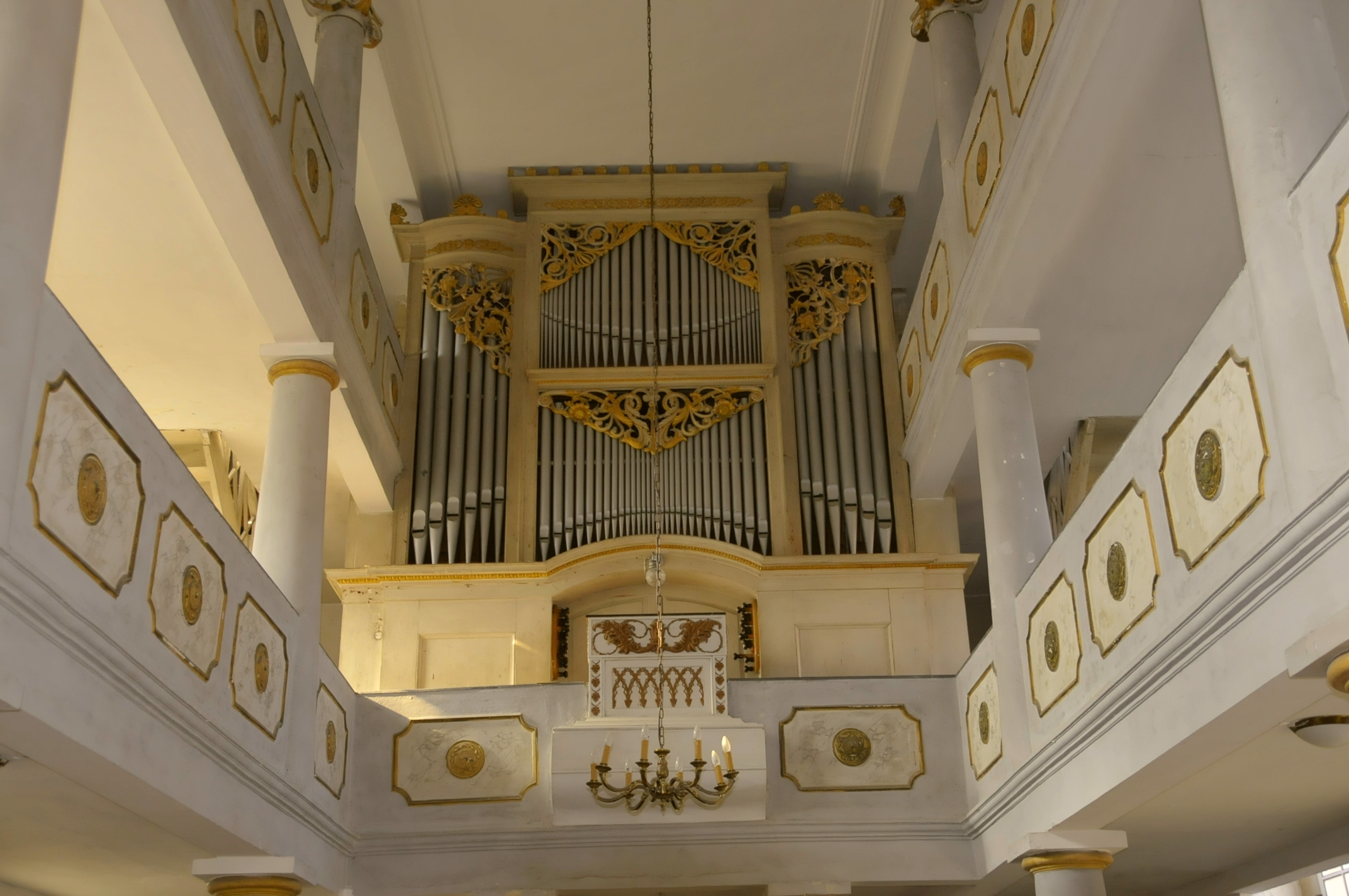
Witzmann-Orgel im Mittelschiff, Doppelemporen in den Seitenschiffen
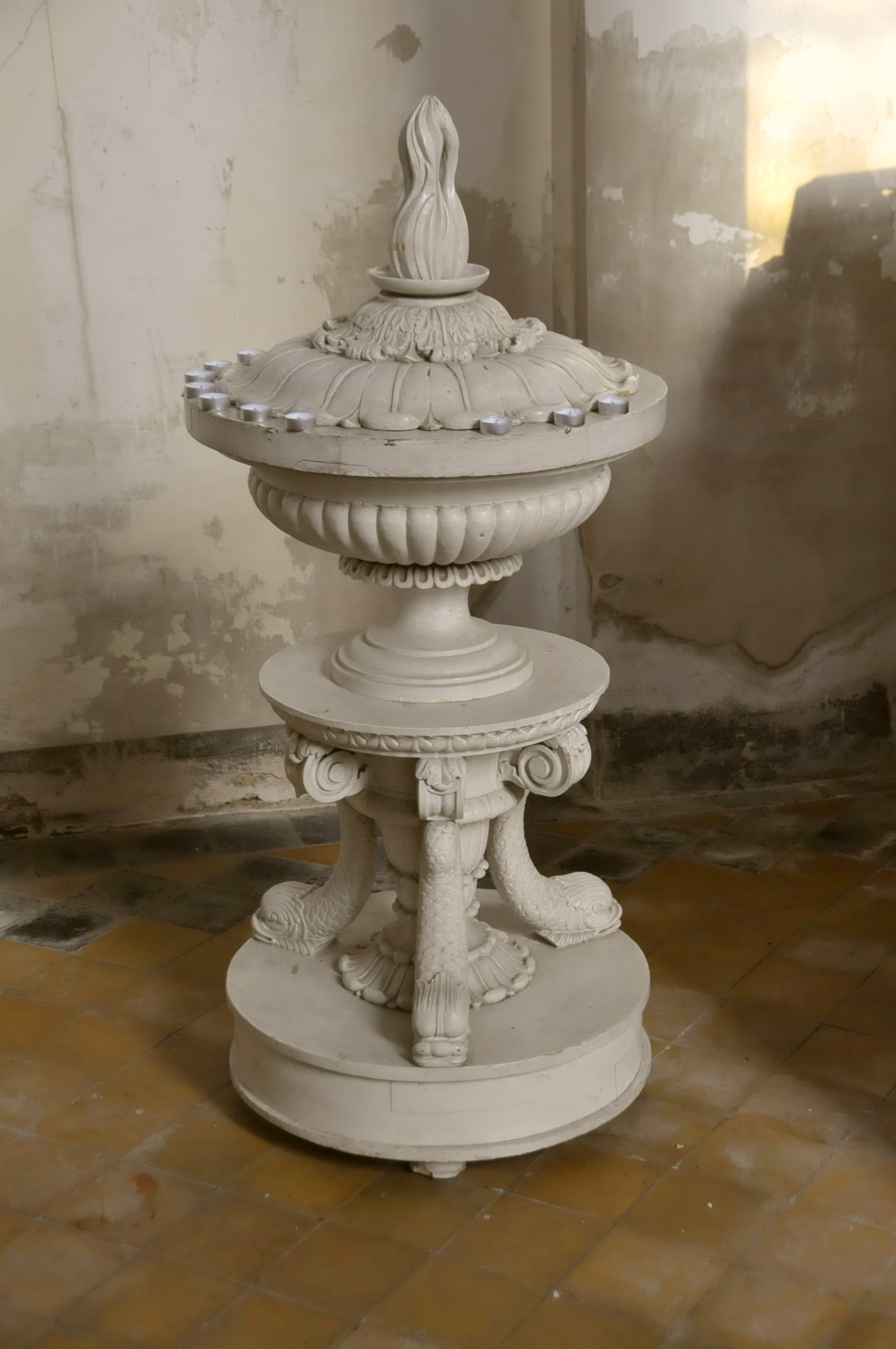
Taufbecken
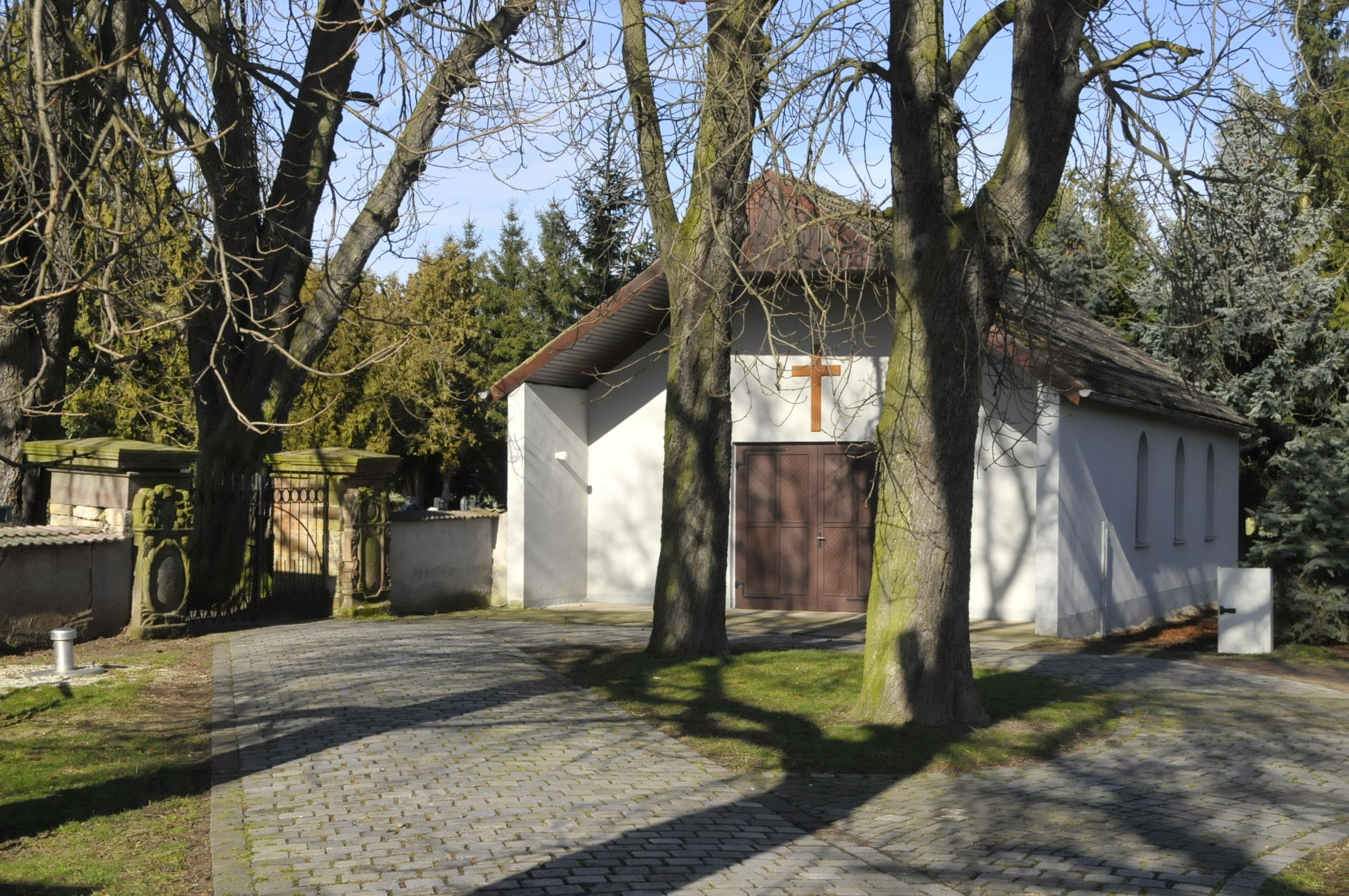
Friedhofskapelle mit Friedhofseingang

## Ausstattung
Die Ausstattung der Kirche ist gut erhalten und zeigt einen klassizistischen Stil aus der Erbauungszeit. An der Fassade zeigen sich Putzschäden.

### Orgel
Die restaurierungsbedürftige Orgel stammt von Gebrüder Witzmann aus Stadtilm. Die Orgel aus dem Jahre 1837 verfügt über 28 Registerzüge, davon 23 klingende Stimmen, und 4 Nebenzüge. Der Spieltisch mit einem Pedalwerk hat zwei Manuale. Den Prospekt schuf der Bildhauer Elle aus Stadtilm oder Ilmenau im Stil des Klassizismus mit zwei querrechteckigen Pfeifenfeldern, die von zwei flachrunden Türmen flankiert werden. Von ihm stammen auch die Kanzel, der Altar und der Taufstein, alle ebenfalls aus 1837.